# 王波 (1975年)
王波（1975年1月—），贵州习水人，汉族，中国共产党党员。中华人民共和国政治人物、第十三届全国人民代表大会解放军和武警部队代表。

## 生平
2018年，王波被选为解放军和武警部队出席第十三届全国人民代表大会代表。